# Таиланд на зимних Олимпийских играх 2002
Таиланд принимал участие в Зимних Олимпийских играх 2002 года в Солт-Лейк-Сити (США) в первый раз за свою историю, но не завоевал ни одной медали.
Сборную страны представлял доцент кафедры вычислительной техники и электротехники Университета Дрекселя в США, математик Прават Нагваяра, который в 43 года представил страну в лыжных гонках. Его тренером была бывшая болгарская спортсменка Пепа Милушева. Будучи единственным спортсменом в олимпийской сборной Таиланда, Прават Нагваяра стал её знаменосцем на торжественной церемонии открытия. 
Позже Прават Нагваяра также представлял Таиланд на зимних Олимпийских играх 2006 года в классической гонке на 15 километров, заняв 96 место. 

## Результаты

### Лыжные гонки
Спортсменов — 1
Спринт
| Лыжник          | Квалификация | Квалификация | Четвертьфинал        | Четвертьфинал        | Полуфинал            | Полуфинал            | Финал                | Финал                |
| Лыжник          | Время        | Место        | Время                | Место                | Время                | Место                | Время                | Итоговое место       |
| --------------- | ------------ | ------------ | -------------------- | -------------------- | -------------------- | -------------------- | -------------------- | -------------------- |
| Прават Нагваяра | 4:14.55      | 67           | Завершил выступление | Завершил выступление | Завершил выступление | Завершил выступление | Завершил выступление | Завершил выступление |

Дистанционные гонки
| Спортсмен       | Дисциплина                        | Время          | Место          |
| Прават Нагваяра | 30 км коньковым ходом, масс-старт | не финишировал | не финишировал |